# Château de Senieji Trakai
 (avril 2023).
Si vous disposez d'ouvrages ou d'articles de référence ou si vous connaissez des sites web de qualité traitant du thème abordé ici, merci de compléter l'article en donnant les références utiles à sa vérifiabilité et en les liant à la section « Notes et références ».
Le château de Senieji Trakai est un château situé à Senieji Trakai (en), au Sud-est de la Lituanie.